# 보리스 1세

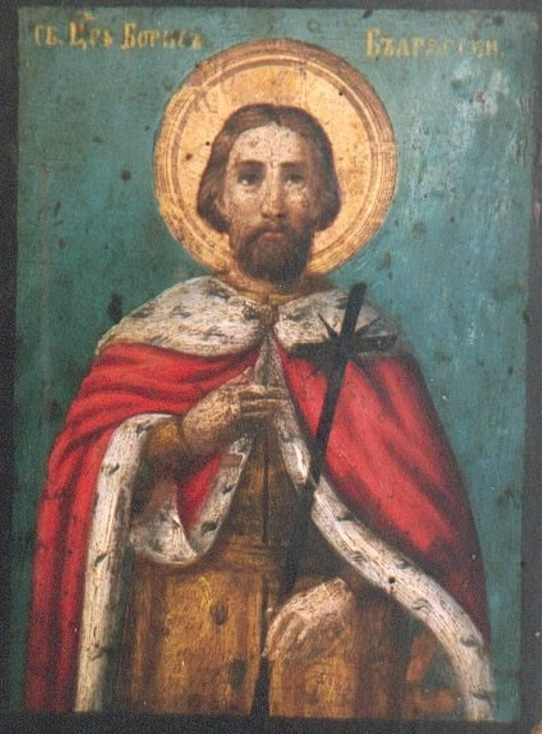
보리스 1세

성 보리스 1세 미하일(Св. княз Борис I Михаил, 생년 미상 ~ 907년 5월 2일, 재위 852~889)는 제1차 불가리아 제국의 군주이다. 그의 오랜 재위기간에 불가리아인들은 정교로 개종했으며 자주적인 불가리아 교회가 창설되었다. 또한 슬라브 문학이 출현했고 슬라브-불가리아 학문과 교육의 최초의 중심지들이 세워졌다. 그의 적극적인 국내외 정책은 통일 불가리아 민족 공동체 형성에 커다란 역할을 했으며 이후 불가리아 발전에 오래도록 영향을 미쳤다.

## 생애

### 정교 개종과 불가리아 대주교구
그가 왕위를 계승했을 무렵 불가리아는 크룸과 프레지안의 노력으로 영토나 군사적·정치적 잠재력 면에서 유럽의 손꼽히는 국가였다. 그러나 당시 불가리아 내에는 피지배 민족인 다수의 슬라브족과 7세기말 발칸 반도에 정착한 투르크계 종족인 지배 민족 불가르족이 공존하고 있었다. 슬라브인들과 불가르인들은 종교·인종·언어가 달랐으므로 모든 국민에게 공통적이고 의무적인 종교를 도입하는 일은 통일 불가리아 형성을 위한 기본적 전제조건 가운데 하나였다.
비정교 국가였던 불가리아는 '기독교 국가군'에 합류해야 했다. 그러나 기독교 교권에서는 로마의 가톨릭교회와 콘스탄티노폴리스의 동방 정교회라는 2개의 중심이 경쟁하고 있었으므로 보리스는 선택이 매우 어려웠다. 그는 원래 로마교회를 지지하려 했으나 비잔티움 제국과 싸워 지자 콘스탄티노폴리스의 정교회를 택해야 했다. 어느날 밤 그와 그의 가족 및 그의 정책을 지지하는 귀족들은 불가리아의 수도 플리스카에 파견된 비잔티움의 주교와 사제로부터 비밀리에 세례를 받았다(보리스의 세례명은 미하일).
그가 국민에게 세례를 강요하자 비기독교인들이 심하게 반발해 반란을 일으켰으며, 그는 52명의 보야르(귀족)들을 그들의 가족과 함께 처형했다. 그와 콘스탄티노폴리스 총대주교 포티우스는 불가리아 주교구의 지위에 대해 협상을 벌였으나 불가리아인들이 기대한 결과는 거두지 못했다.
비잔티움측은 불가리아 교회 조직이 완전히 콘스탄티노폴리스에 종속되기를 바랐다. 여기에 불만을 품은 보리스는 서유럽과의 외교접촉을 재개해, 866년 교황 니콜라오 1세에게 외교사절을 보냈다. 교황은 이에 화답해 곧 불가리아에 전도단을 파견했다.
로마 가톨릭교회 성직자의 불가리아 체류는 곧 날카롭게 대립하고 있던 로마와 콘스탄티노플 사이의 민감한 쟁점이 되었다. 그러나 교황 니콜라오 1세와 그의 뒤를 이은 교황 하드리아노 2세가 불가리아 내의 교회 조직에 관해 망설이고 있음이 드러나자 보리스는 다시 비잔티움측과의 협상을 시작했다. 불가리아 교회 문제는 콘스탄티노폴리스에서 열린 제8차 공의회에서 최종적으로 해결되었다.
불가리아는 공식적으로 명목상 콘스탄티노폴리스 총대주교의 관할하에 놓이게 되었지만 독자적인 대주교구를 갖게 되었다. 882년까지 로마 교황들은 보리스를 로마 교회 쪽으로 되돌리려고 호소하기도 하고 몇 가지 양보를 약속하기도 했으나 아무 효과가 없었다.
보리스는 적극적으로 불가리아 국민들에게 기독교 정교신앙을 전파했고 불가리아 교회를 독립기구로 조직하는 일과 곳곳에 교회를 짓는 일에도 힘을 기울였다.

### 말년
886년 보리스는 키릴루스와 메토디우스 형제의 제자들로서 슬라브 사람들을 전도하기 위해 파견되었다가 모라바에서 쫓겨난 클레멘스와 앙겔라리오스 등에게 피난처를 제공했다. 이들은 보리스의 적극적인 원조와 물질적 지원을 받아 플리스카·프레슬라프·오흐리드에 슬라브 학문의 중심지를 설립했다. 슬라브 학자들이 집중적인 작업을 벌인 결과 슬라브어가 그리스어 대신 교회 예배와 문학에서 사용하게 되었으며 불가리아의 공식언어로 채택되었다.
889년 그는 왕위에서 물러나 수도사가 되었으나 국가 행정에 적극적으로 참여할 수 있는 권한은 계속 가지고 있었다. 그러나 그의 맏아들이자 상속자인 블라디미르는 아버지의 정책을 버리고 기독교를 반대했으며 슬라브 문자와 슬라브 문학을 반대하는 사람들의 지도자 역할을 했다. 그러자 그는 충성스런 보야르들과 군대의 도움을 받아 보리스는 자기 아들을 눈을 뽑아 버린 뒤 폐위시키고 블라디미르 대신 보리스의 셋째 아들이 왕위를 계승하여 시메온 대제가 되었다. 그 후 수도원으로 물러난 보리스는 불가리아 교회에 후한 하사금을 주었으며 슬라브 학자들을 후원했다. 그리고 그의 사후 그는 정교회의 성인이 되었다.
| 전임 프레지안 (재위 836~853) | 제1차 불가리아 제국의 군주 853~889 | 후임 블라디미르 (재위 889~893) |

## 같이 보기
- 키릴로스와 메토디오스